# Praise-God Barebone

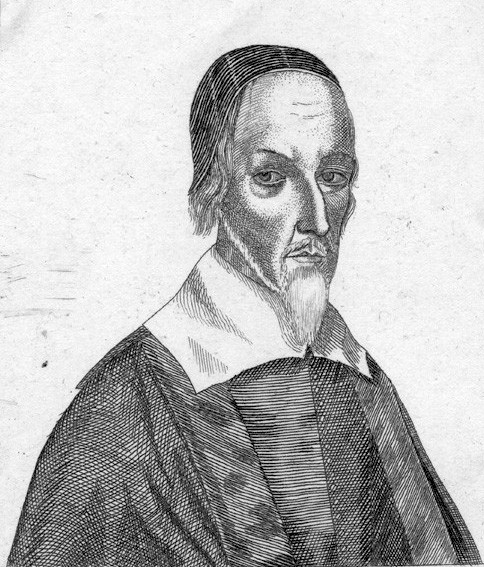
Praise-God Barebone

Praise-God Barebone, född omkring 1598, död 1679, var en oberoende engelsk parlamentsledamot.
Barebone var ursprungligen läderhandlare, men gjorde sig bemärkt som predikant. I religiöst avseende anslöt han sig till de radikala puritanerna. Efter Barbone kom det "lilla parlamentet", som Oliver Cromwell 1653 lät avlösa med det "långa parlamentet", att på spe benämnas "Bareboneparlamentet". Parlamentet var sammansatt av en rad inflytelserika sektledare, och redan samma år upplöstes det av Cromwell, då det syntes vilja föra en extremt radikal politik. Vid Karl II:s inkallande fängslades Barebone, då han energiskt motarbetat restaurationen, men lösgavs snart. Barebone har främst sin ryktbarhet genom det hån han utsattes för av motpartiet.